# مارغاريتا إبنر
مارغاريتا إبنر (بالألمانية: Margareta Ebner) (و. 1291 – 1351 م) هي كاتبة يوميات، وراهبة ألمانية، ولدت في دوناوفورت، توفيت عن عمر يناهز 60 عاماً.